# Fibroïna
La fibroïna és un tipus de proteïna insoluble, amb caràcter fibrós, produïda per alguns artròpodes, com el cuc de seda (un insecte) o les aranyes (un ordre d'aràcnids) durant la segregació del fil.
El fil de seda, en el seu estat de matèria primera, es compon de dues proteïnes principals: la sericina i la fibroïna. La fibroïna és el centre estructural de la seda; i la sericina, el material enganxós que l'envolta.

## Estructura primària

Estructura primària de la fibroïna.

La proteïna fibroïna consta de capes de làmines beta antiparalel·les. La seva estructura primària es compon principalment de la seqüència d'àcid amino-recurrent (Gly-Ser-Gly-Ala-Gly-Ala). La proporció gran de glicina i alanina fan possible l'embalatge hermètic de les fulles, la qual cosa contribueix a l'estructura rígida de seda, que no es pot estirar (resistència a la tracció). La combinació de rigidesa i resistència fan que el material sigui aplicable a diverses àrees, incloent-hi la biomedicina i la fabricació tèxtil.
La fibroïna es disposa en tres estructures, anomenades seda I, II i III.
- La fibroïna I és la forma natural de la seda, tal com és emesa des de les glàndules de seda de Bombyx mori.

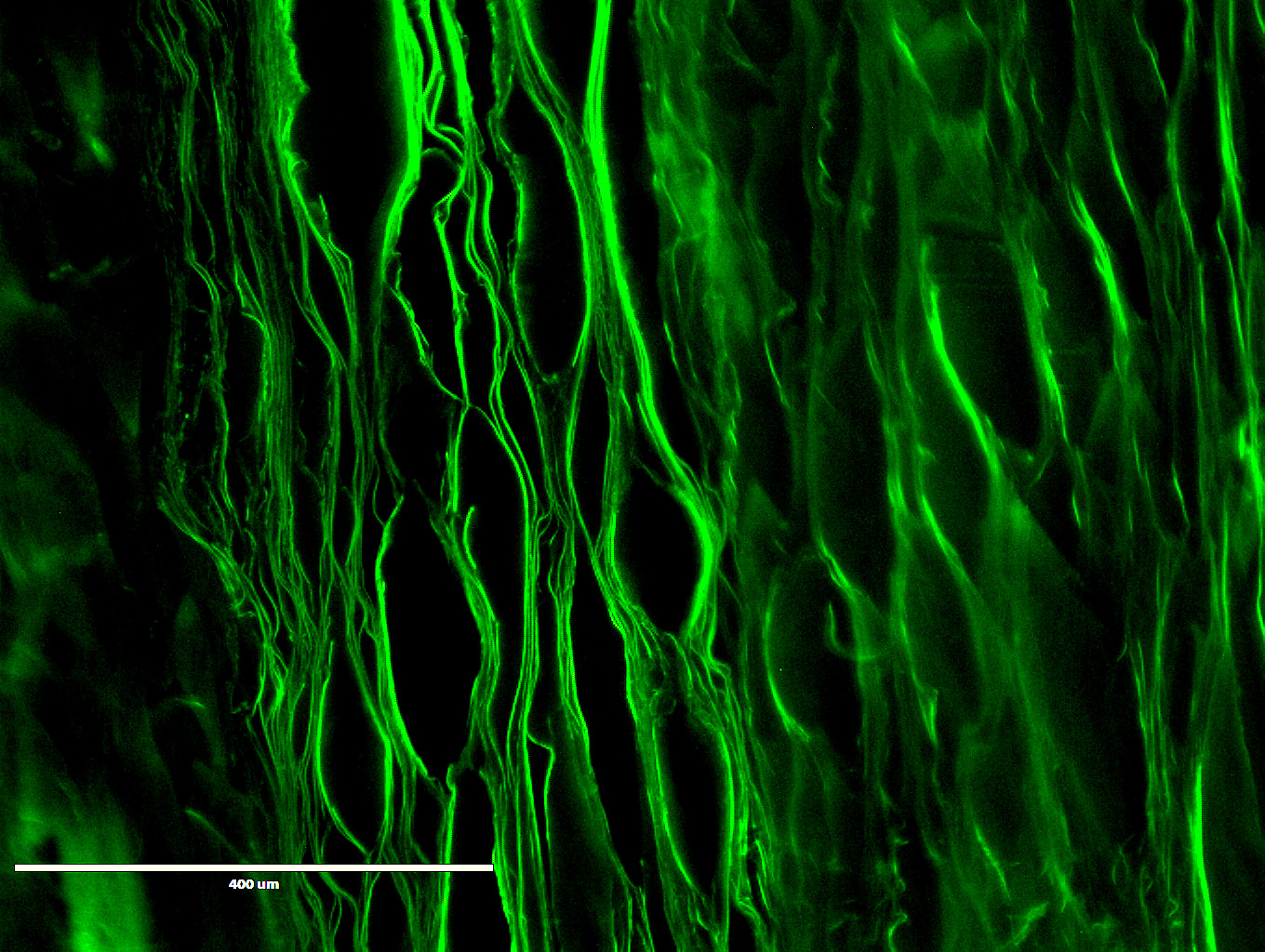
Bastides laminars de fibroïna de seda

- La fibroïna II és la disposició de les molècules fibroína de seda filada.

- La fibroïna III, més recentment descoberta, formada principalment en solucions de fibroïna en la interfase[3] (per exemple, interfase aigua-oli). És un component important de la Teranyina.

## Degradació
Moltes espècies de bacteris són capaços de degradas ambdós tipus de fibroïna: la seda i l'Àcid polilàctic.